# Coprophanaeus ohausi
Coprophanaeus ohausi är en skalbaggsart som beskrevs av Felsche 1911. Coprophanaeus ohausi ingår i släktet Coprophanaeus och familjen bladhorningar. Inga underarter finns listade i Catalogue of Life.